# 漁業
漁業（ぎょぎょう、Fishery）とは、営利目的で魚介類を捕獲したり養殖する産業。

## 概説
漁業とは、営利を目的として魚介類を捕獲したり養殖する産業のことで、別の言い方では、営利目的で水産動物・水産植物を採ったり養殖する事業のこと。水産加工業などとともに水産業の一種である。
漁業にはさまざまな人々が関わっているが、漁撈活動に専業として携わる者のことは漁師という。
漁業は農業などと同じく第一次産業だが、公共の場を利用して行われる点で農業と大きく異なる。そのため法令により多くの制限を受ける。

## 漁業の分類
分類方法は多様で、漁場による分類（統計調査による分類）、漁具・漁法による分類、漁獲物の種類による分類、漁業法規による分類（漁業制度による分類）、経営形態による分類などがある。漁獲物の種類による分類では、「マグロ漁」「イカ漁」「タコ漁」「ホタテ漁」... 等々となる。

### 漁場による分類
漁場による分類としては、淡水漁業、沿岸漁業、沖合漁業、遠洋漁業、深海漁業などに分けられることがある。
日本標準産業分類では漁業（海面漁業・内水面漁業）と水産養殖業（海水面養殖・内水面養殖）に大別される。
農林水産省の漁業・養殖業生産統計では海面漁業・養殖業と内水面漁業・養殖業に分類され、前者のうち海面漁業部門は遠洋、沖合、沿岸に区分されており、海面養殖業と区別される。
- 海面漁業・養殖業
  - 海面漁業
    - 沖合漁業
    - 遠洋漁業
    - 沿岸漁業

  - 海面養殖業
- 内水面漁業・養殖業
  - 内水面漁業
  - 内水面養殖業

なお、栽培漁業（後述）という概念もあるが養殖漁業とは異なる。
- 氷上漁（英語版）

### 漁法による分類

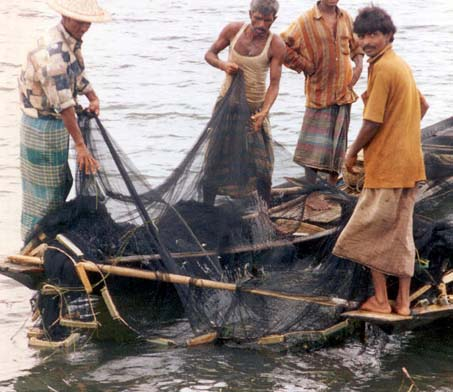
バングラデシュの網漁

漁法による分類では網漁業・釣漁業・雑漁業の3種に分けられる。釣漁業、網漁業、養殖漁業、採取漁業などに分類されることもある。
- 網漁業：底曳網、船曳網、地曳網、巻網、刺網、定置網などがある[4]。
- 釣漁業：手釣、竿釣、機械釣、曳縄釣、立縄釣、延縄がある[4]。
- 雑漁業：やな、筌、潜水器漁業などがある[4]。

### 漁業制度による分類
日本の場合、漁業権漁業、許可漁業、大臣届出漁業、自由漁業の4種がある。

## 歴史

世界の水産物生産量の推移 緑(養殖)、青(天然)

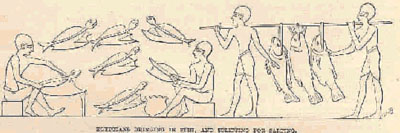
古代エジプトの壁画に刻まれた漁業従事者たち

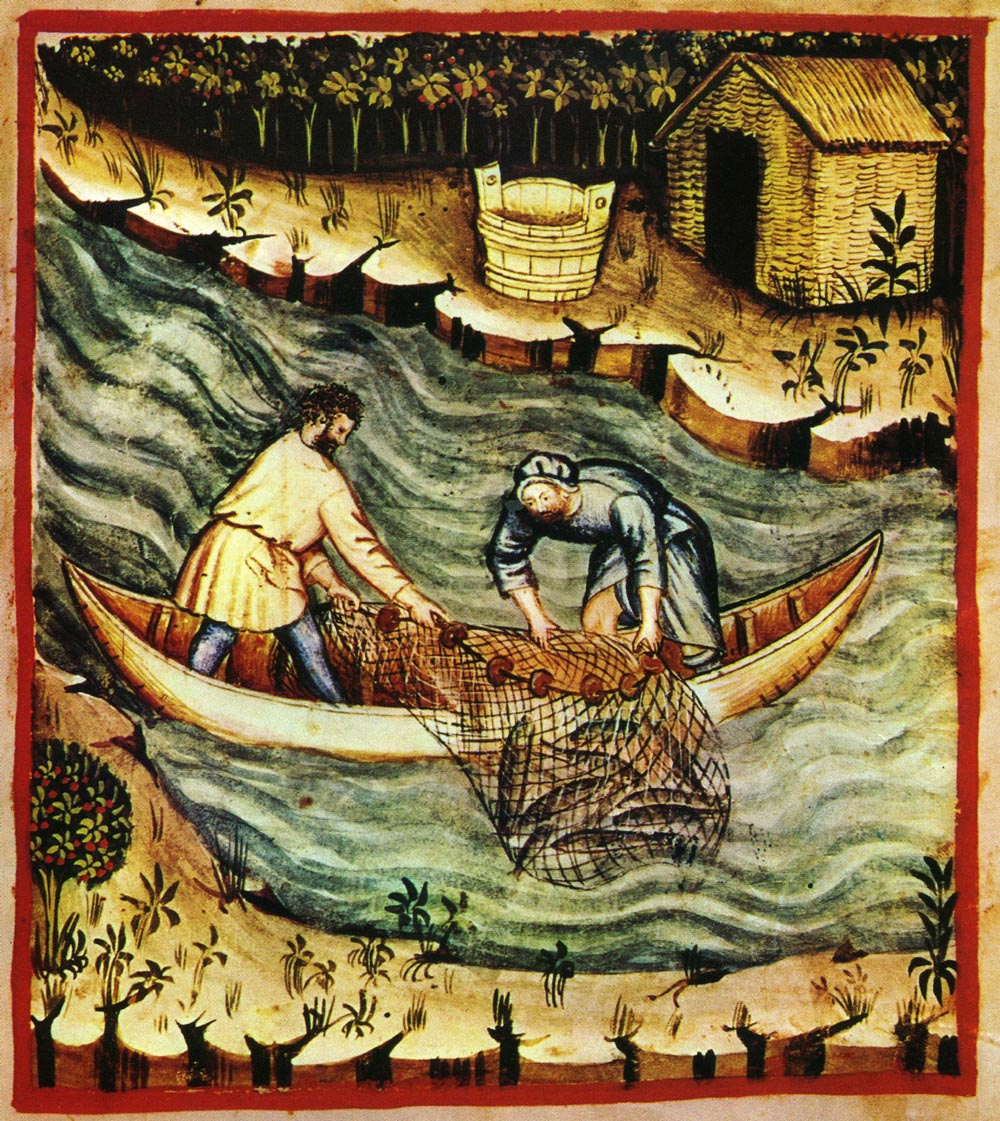
11世紀にバグダードで医学を学んだ東方系キリスト教徒であるイブン・ブトラーン の書籍『健康全書 (Tacuinum Sanitatis)』（14世紀写本）に著された網漁の風景。

### ヨーロッパ・アメリカの漁業史
魚獲りは人類の発生とともに行われてきたが、世界で産業と呼べる規模の漁業が行われ始めたのは、16世紀のオランダによる北海ニシン船団が初めてと言われる。ニシン船団は80-100トンのビュスと呼ばれる帆船で構成され、17世紀には2000隻のビュスが活動していた。流し網でニシンを獲り、船上で内臓を取り塩漬け保存され、船倉が一杯になるまで続けられた。オランダのニシン輸出量は1614年の1年だけで15万トンに及び、17世紀には総人口の5分の1がニシン関連の仕事に就いていた。ニシン漁はその後スコットランド、ノルウェー、アイスランド、ドイツなどで産業化した。
16世紀中頃にはタラ漁が産業化し始める。ニューファンドランド島沖のタラの豊かな漁場グランド・バンクスは、以前からバスク人漁師には知られていたが、ジョン・カボットの探検行により他のヨーロッパ諸国にも知られるようになった。1550年代にフランス、ポルトガル、スペインの船団が漁を始め、ヨーロッパや西インド諸島に輸出された。その後、北アメリカの入植が進むとともにニューイングランドやカナダ沿岸の船団も加わった。グランド・バンクスのタラ漁はスクーナー船による延縄漁が長く行われ、20世紀になってトロール船に取って替わられた。
1596年にスピッツベルゲン諸島が発見されるとともに、北氷洋で商業捕鯨が始まった。オランダとイギリスは定期的に捕鯨船団を送り、ホッキョククジラを捕獲した。オランダの捕鯨船団は1675年から1721年のまでのあいだに3万3000頭のホッキョククジラを捕獲している。18世紀にはイギリスが、19世紀半ば以降ははノルウェーが北氷洋捕鯨のトップとなった。また、18世紀にはナンタケット島でマッコウクジラが捕獲され、鯨油を目当てにしたマッコウクジラ漁が産業化した。1842年にはアメリカだけで600隻近い捕鯨船が活動していた。
蒸気船による漁が始まったのは1860年代以降であり、最初はトロール船を牽引するために使われた。蒸気トロール船は急速に発達し、1941年には欧米の漁船団の標準船となっていた。技術が発達しトロール船とともに工船も巨大化し、漁獲量は劇的に上昇したが、操業権と漁業資源の確保は漁業国にとっての死活問題となり、タラ戦争のような深刻な事態へと発展した。1982年になって排他的経済水域を明確にする国連海洋法条約が定められた。

### 日本の漁業史

#### 縄文・弥生時代の漁業
沿海部における日本漁業の歴史は古く、縄文時代の遺跡からは釣針や銛、漁網の錘として用いられた土器片錘や丸木舟などの漁具が出土しており、漁や採集によって魚介類を収獲していたと考えられる。
縄文晩期の関東地方では大型貝塚の数が減少し、クロダイ・スズキ漁を中心とする縄文型内湾漁労は消滅するに至る。弥生時代には大阪湾岸など縄文晩期から弥生中期に至るまで縄文型漁労が継続した地域も存在するが、東京湾では新たに内湾干潟の貝類を主体とするタイプの貝塚が形成されるが、遺跡から出土する魚骨は少なく、全国的に漁労は低調であったと評価される。一方で、大陸から伝来した管状土錘を用いた網漁やイイダコの蛸壺漁など、新たな漁法を用いた弥生漁労も開始された。また、三浦半島など外洋沿岸地域では外洋漁労が行われた。
弥生時代には稲作農耕が普及するが、水田と貝塚の双方を持つ弥生集落では農繁期の夏季に漁期を持つカツオなどの魚類が出土しており、銛漁・釣漁など専門性の高い漁法が用いられていることから、農耕民とは別に漁労を専門とする技術集団がいたと考えられている。また、稲作農耕の開始により水田や用水路など新たな淡水環境が生まれたことにより淡水産の魚類・貝類を対象とした漁労も開始された。
なお、北海道では稲作農耕が普及しなかったため、縄文以来の狩猟や漁労が継続された。

#### 古代・中世の漁業
鎌倉時代には漁を専門とする漁村があらわれ、魚・海藻・塩・貝などを年貢として納めるようになった。室町時代にはさらに漁業の専門化がすすみ、沖合漁業がおこなわれるようになり、市の発達や交通網の整備、貨幣の流通など商業全般の発達に漁業も組み込まれていった。

#### 近世の漁業

##### 動物考古学から見た近世の漁業
江戸時代には遠洋漁業がおこなわれ、また、上方で発達した地曳網による大規模な漁法が全国に広まるなど、漁場が広がった。消費地である江戸近郊で消費需要が高まり、江戸市中の遺跡からはマダイ、キダイ（レンコダイ）、アマダイ、タラ、サンマ、サケ、ナマズなど「江戸前」と呼ばれた東京湾産出の魚種をはじめ、流通網の成立や保存技術の進歩により遠方から運ばれた多様な魚類が出土している。また、西日本からの魚食文化の流入としてナマズやスッポンが挙げられる。
江戸市中の遺跡から出土する貝類ではアワビ、サザエ、ハマグリが多く消費され、アサリ・シジミは近世前期には少ない。底曳漁業の導入に伴い深場に生息するアカガイの消費も増加し、新たにタイラギやトリガイも出現する。一方で、中世と比較してツメタガイ、アカニシが減少する。底曳漁業の導入は関西からその技術を持った魚民が移住したとも考えられている。アサリなど貝類はむき身の形で販売されており、東京都港区の芝雑魚場跡ではバカガイの貝層が出土し、バカガイがむき身の形で流通していたと考えられている。
一方で、文献史料によれば東京湾岸の漁業は幕府により特権を与えられた特定の漁村のみで行われたとされる。考古学的にも東京湾岸の漁業は中世と同様であることが指摘され、中小規模の貝塚が営まれ、管状土錘を用いた網漁が行われている。貝塚の規模、貝類の組成や出土する魚骨、漁具の種類も中世と同様で、引き続き零細な半農半漁の漁業が継続した様相を示している。
近世には大都市の影響による湾岸の富栄養化など環境改変も発生している。

##### 生類憐れみの令と漁業

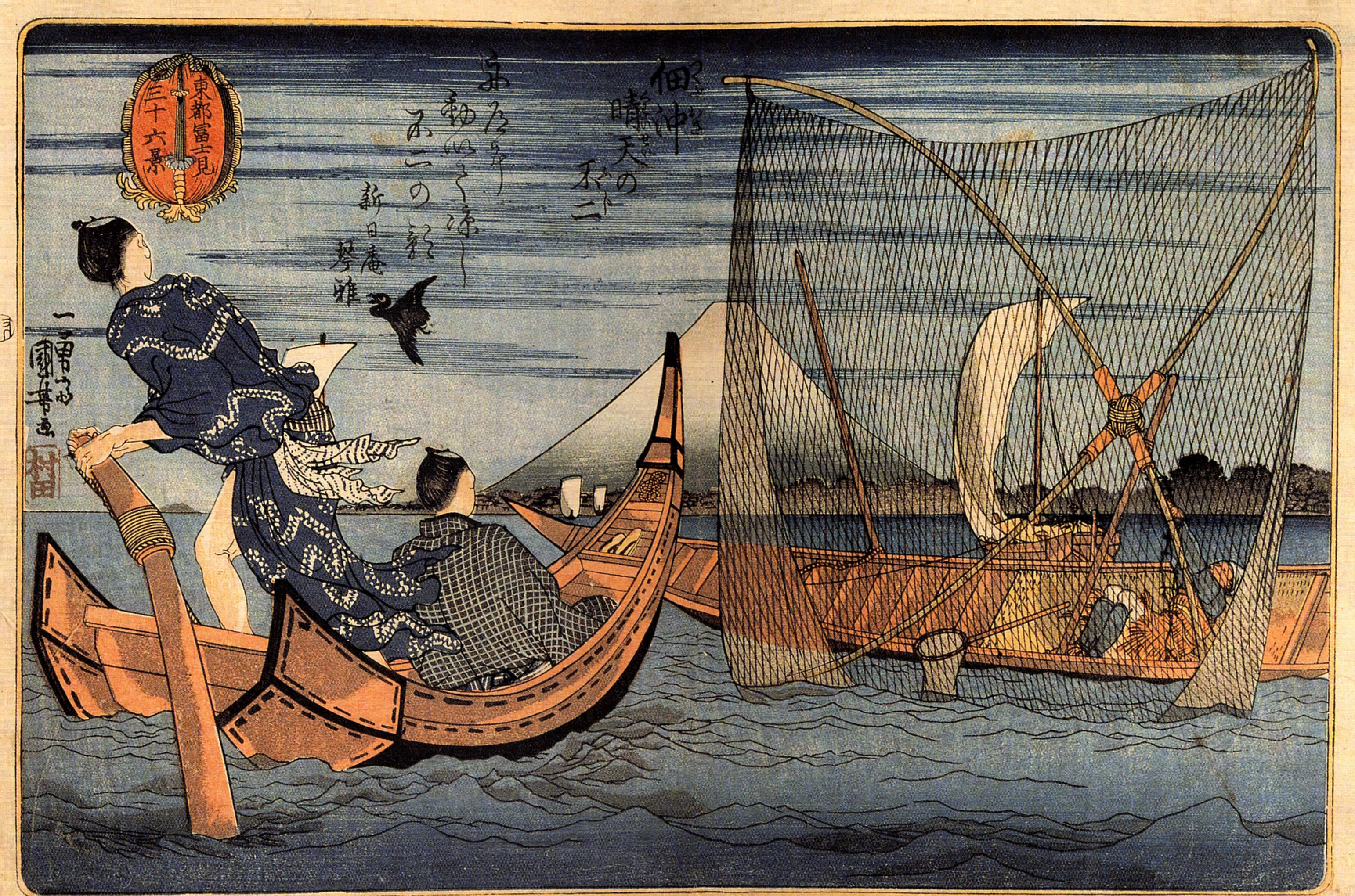
一勇斎国芳（歌川国芳）の名所絵揃物『東都富士見三十六景』の内「佃沖 晴天の不二」
江戸時代末期、江戸前の佃島沖にて漁師が行う網漁の様子を描いた一図。

延宝8年（1680年）に将軍となった徳川綱吉は「生類憐れみの令」と総称される一連の法令を発布する。生類憐れみの令では犬をはじめとする動物愛護のみならず、牛・馬の保護や食用規制、鷹狩に用いる鷹の放鳥、鷹匠の削減など動物をめぐる総合的な政策が実施された。
生類憐れみの令では鉄砲を用いた一般庶民の狩猟も規制され、家禽を除く鳥類や観賞用の昆虫の飼育なども規制された。川の多い江戸は釣り場が多く一般庶民が釣りを行い魚を食用にしていることがあったが、生類憐れみの令では魚釣りも禁止された。ただし、生業として漁業を行う漁師の活動は制限されず、また漁獲され流通した魚の購入に関しては自由であった。宝永6年1月10日に将軍綱吉は死去し、綱吉の養子となっていた甲府徳川家の綱豊（家宣）が新将軍になると生類憐れみの令は撤廃された。

#### 近現代の漁業

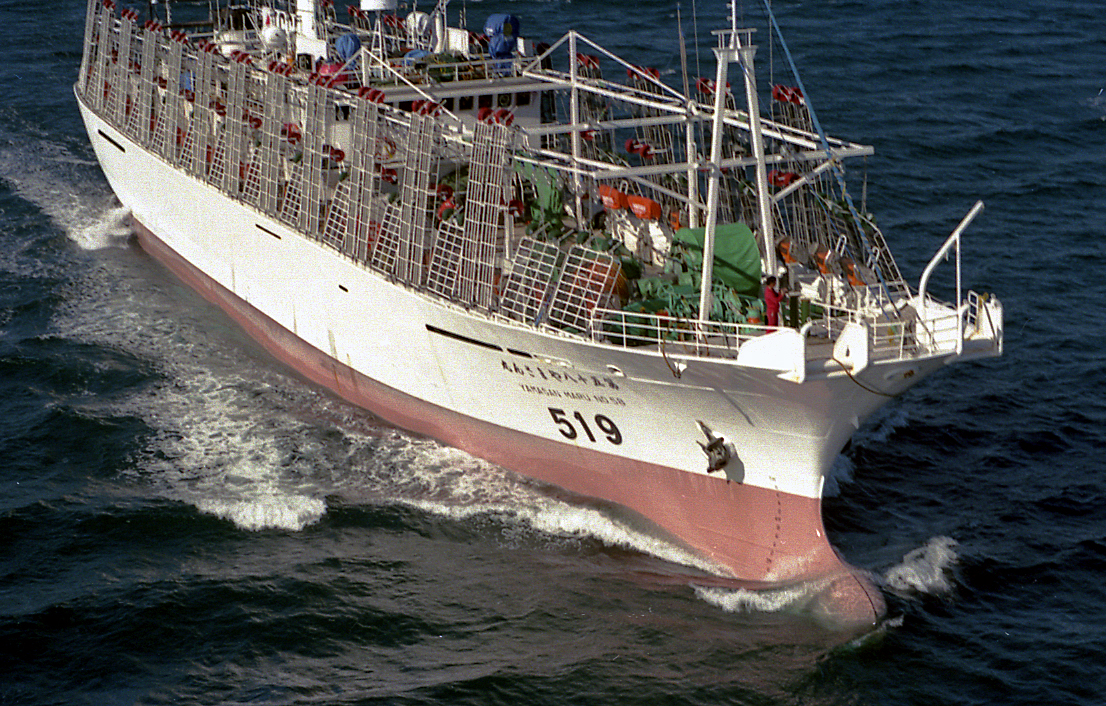
遠洋漁業を行う日本のイカ釣り漁船
ニュージーランドのクック海峡にて、2005年撮影。

戦後の日本経済の成長とともに水揚げ量は増加。特に1972年から近海でマイワシの豊漁が続いたことから日本の漁獲量は1991年まで世界第1位となった。
その間、漁業を牽引し続けてきた遠洋漁業・沖合漁業が1973年（昭和48年）の石油ショックによって漁船のコスト高の影響を受けたこと、また1970年代後半から世界の漁業国が200海里規制を取るようなると、遠洋漁業・沖合漁業の水揚げ量は減少した。
さらに1985年（昭和60年）のプラザ合意以降、円高が進んだために水産物の輸入が増加した。1980年代半ば以降、遠洋漁業・沖合漁業・沿岸漁業などの海面漁業は漁獲量の下落傾向が続き、2000年（平成12年）には水産物の輸入量が生産量を上回った。
このように漁業資源をめぐる国際競争は激化し、今日の日本の漁業は国際化の波にもさらされる一方で、近年は、そうした「とる漁業」から、採卵、人工孵化、放流などによる「育てる漁業」（栽培漁業・養殖漁業）への転換をはかる努力が続けられている。
近畿大学水産研究所では、2002年6月に世界で初めてクロマグロの完全養殖に成功した。近大は、完全養殖に成功したクロマグロを近大マグロと呼称し、同大のマグロ料理を提供する専門店を銀座にオープンした。
2017年8月、双日は、子会社の双日ツナファーム鷹島がNTTドコモと電通国際情報サービスとともに、IoT技術やディープラーニングを活用した画像認識技術を活用した水産養殖事業の効率性を向上させるシステムを構築し、水産養殖業の高度化を行う実証実験を開始したとアナウンスした。
漁業補助金の観点からいうと、日本の漁業補助金は世界一にもかかわらず漁業自体は衰退している。

## 水産業・漁業用語
水揚げ
水産業で言うところの「水揚げ」は、漁業（漁撈）や養殖漁業によって得られる、取り扱い水産資源全般を指す語である。
水揚げ量と水揚げ高
「水揚げ量」および「水揚げ高」という用語は、前者が重さを、後者が取引金額を表すためのものであり、例えば、「水揚げ量は3,000トン。水揚げ高は25億円に達した」などという用い方をする。数値は前者が物理的であるのに対して後者は経済的であるため、水揚げ量の多い漁港と水揚げ高の多い漁港が一致することは、双方が同一経済圏に属しているか、何らかの経済協定で同一条件下にない限り、あり得ない。さらには、同一経済圏に属していても、ブランド力の有無・優劣によって差異が生じる場合も多い（事例：大間のマグロとその他の同種）。
商業的に重要な魚種・未利用魚・低利用魚
商業的に重要な魚種のリストでは70種程度、他の魚種は未利用魚・低利用魚である。商業的に利用される魚でも形や大きさ傷などによって廃棄される。FAO（国際連合食糧農業機関）が2020年に公開したデータでは、全漁獲量の30-35％が廃棄されているとしている。
未利用魚・低利用になる理由としては、毒がある、サイズが小型・規格外、棘・骨が多くて加工しにくい、鮮度の低下が早く腐りやすい、季節が限定的、匂いやクサミがあるなどである。例として、バラムツ、アブラソコムツなどの深海魚の多くは、消化ができない油を含み下痢などを起こし最悪昏睡状態になるので、食品衛生法で販売が禁止されている。前述の様な食用として重篤な要因を除去できない未利用魚以外は、持続可能性の観点から活用法が研究されている。
漁業系廃棄物
漁網、フロートなどのプラスチック類、金属くず、木くずの他、貝殻や内臓・頭等の魚介類残渣がある。廃プラスチック類や金属くず等は「産業廃棄物」、紙くずや魚介類残渣等は「一般廃棄物」に分類され、事業者が責任をもって破棄することとなっている。
栽培漁業
生物資源の枯渇の問題や安定供給上の要請から、放流（栽培漁業）、養殖が盛んに行われており、放流魚の生態研究、養殖される魚種の開発などには、日本の場合、各自治体や大学などの研究機関も積極的に関与し、「とる漁業」から「育てる漁業」への転換をはかる努力が続けられている。

## 日本の漁業

### 水揚げ量上位10漁港
| 順位 | 漁港名 | 水揚げ量(t) |
| ---- | ------ | ----------- |
| 1    | 銚子港 | 219,261     |
| 2    | 焼津港 | 156,224     |
| 3    | 境港   | 126,217     |
| 4    | 長崎港 | 118,869     |
| 5    | 松浦港 | 116,959     |
| 6    | 釧路港 | 114,977     |
| 7    | 八戸港 | 113,359     |
| 8    | 石巻港 | 103,905     |
| 9    | 枕崎港 | 97,880      |
| 10   | 福岡港 | 82,297      |

- 時事通信社調べ（2015年）[33]

### 水揚げ高上位10漁港
| 順位 | 漁港名   | 水揚げ高(百万円) |
| ---- | -------- | ---------------- |
| 1    | 福岡港   | 47,891           |
| 2    | 焼津港   | 42,481           |
| 3    | 長崎港   | 34,953           |
| 4    | 根室港   | 27,521           |
| 5    | 銚子港   | 23,455           |
| 6    | 気仙沼港 | 21,268           |
| 7    | 三崎港   | 20,641           |
| 8    | 境港     | 20,571           |
| 9    | 八戸港   | 19,699           |
| 10   | 下関漁港 | 19,551           |

- 時事通信社調べ（2015年）[33]

## 課題

### 乱獲
漁業の存続自体は自然環境の再生産に負うところが大きく、旧来の伝統的な漁具・漁法による漁撈活動では生産性は低かったものの、水産資源の再生産の限度を下回るものであった。その後の漁具の改良・開発や、流通網の整備、冷凍保存技術の発達などにともない、生産量は増大し、漁場もまた地球規模に拡大した。その一方で、世界の海洋資源の34％が乱獲されており、混獲により、捕獲された魚の約10％にあたる860万トンが世界中で廃棄されるなどの問題が起こっている。生物学的に持続可能な水準にある漁業資源の割合は、2021年には62.3パーセントに減少し、2019年よりも2.3パーセント低くなっている。この割合は1974年には90％であった。持続不可能な水準で漁獲される資源の割合は1970年代半ばから増加し、1974年の10％から2021年には37.7％となった。現代の商業漁船は 1950 年代に比べて2 倍の距離を移動しているが、1 キロメートルあたりの収穫量は以前の 3 分の 1 未満となっている。
2022年、WTO の 164 の加盟国は、海洋生物を激減させている漁業への補助金を削減することに合意。

### 奴隷制
東南アジアでは、強制的に漁船に乗せられる、奴隷労働が問題となっている。日本は、漁業での奴隷労働が横行していると言われるタイから水産物を輸入する世界第2位の国である。

### 環境への影響
毎年約800万トン（ジャンボジェット機にして5万機相当）に及ぶプラスチックゴミが海洋に新たに流れ出ていると推定されているが、英国の研究グループは北大西洋でのプラスチックごみのトラブルが2000年以降に10倍に増えたと指摘し、ごみのうち半分は網など漁業由来だったと分析した。さらに、海底を根こそぎ浚う底引き網漁（トロール漁）では、炭素を貯蔵するサンゴ礁や海洋堆積物を破壊することから、最大 1 ギガトンの炭素（世界の温室効果ガス排出量の 3% 相当）を放出する可能性があると報告される。また漁業廃棄物は、海鳥の50％、海洋動物の66％、すべてのウミガメの種に、絡まりや閉じ込めの脅威にさらしている。
国連環境計画（UNEP）は、地球温暖化や海洋汚染、乱獲などの影響で2050年頃には海の生態系の変化が顕著になり、世界のほぼすべての海域で漁獲量が減少し、小さい魚しかいなくなると予測している。

### 動物福祉
養殖漁業では、動物福祉規則を導入する国があるが、天然漁業においては、国内外問わず、動物福祉規則は導入されていない。そのため世界中で、毎年7,870 億から 2.3 兆匹の天然魚が、生きたまま内臓を抜かれたり、生きたまま氷漬けにされるなど、深刻なストレスにさらされている。